# Rehabilitationszentrum Ederhof

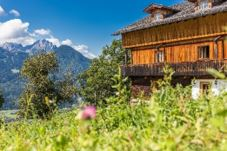
Der Ederhof

Das Rehabilitationszentrum Ederhof ist eine auf organtransplantierte Kinder und Jugendliche spezialisierte Rehabilitationseinrichtung mit Sitz in der Tiroler Gemeinde Iselsberg-Stronach. Die Einrichtung befindet sich im namensgebenden Ederhof, dem Geburtshaus des Malers Franz von Defregger, und wird von der Rudolf Pichlmayr-Stiftung betrieben. Der Ederhof gilt als einziges auf Kinder spezialisiertes Rehabilitationszentrum in Österreich. Er wird vom Bundesministerium für Soziales, Gesundheit, Pflege und Konsumentenschutz in der aktuellen Liste der Krankenanstalten geführt und von der Tiroler Landesregierung unterstützt. Das speziell auf Kinder und Jugendliche vor und nach einer Transplantation sowie auf ihre Familien zugeschnittene Therapiekonzept ist einmalig in Europa.

## Geschichte
Die Geschichte des Rehabilitationszentrums Ederhof beginnt mit Rudolf Pichlmayr und dessen Frau Ina Pichlmayr, beide Professoren an der Medizinischen Hochschule Hannover. Als 1983 das Medikament Cyclosporin auf den Markt kam, sah Rudolf Pichlmayr darin die Möglichkeit, der Ausweitung der Organtransplantation auf Kinder mit angeborenen Organschäden oder drohenden Organversagen. Trotz der guten medizinischen Erfolge blieben allerdings Probleme auf der sozialen und psychologischen Ebene bestehen. Ina Pichlmayr schreibt: „Einige Jahre nach der ersten Kindertransplantation stellten wir fest, dass die soziale Sonderstellung dieser Kinder kein Einzelphänomen war, sondern eine allgemeine Problematik darstellte.“
Als sie bemerkten, dass die damaligen Reha-Zentren keine Kinder aufnahmen, weil das medizinische Fachwissen über die Nachbehandlung dieser Fälle fehlte, waren sie fest entschlossen, ein Rehabilitationszentrum für diese Kinder und Jugendlichen zu errichten und gründeten eine entsprechende Stiftung – die heutige Rudolf Pichlmayr-Stiftung.
In der österreichischen Gemeinde Iselsberg-Stronach fanden sie den geeigneten Standort für ihr Projekt: einen verlassenen Bauernhof, den Ederhof. Durch die Anerkennung der Grundfreiheiten der Gemeinschaft, welche Österreich im Vorfeld des EU-Beitritts annahm, war es ihnen möglich, den Ederhof 1990 über ihre „Stiftung Rehabilitation nach Organtransplantation von Kindern und Jugendlichen“ zu kaufen und nutzbar zu machen. Während dieser Zeit wurde auf interdisziplinär besetzten Tagungen von Transplantationsmedizinern, Kinderärzten, Psychologen und Physiotherapeuten ein Konzept erarbeitet, in dessen Mittelpunkt ein individuell ausgerichtetes Trainingsprogramm unter Einbeziehung der gesamten Familie stand. 1992 begannen die Umbauarbeiten. Der Ederhof wurde am 2. September 1992 offiziell vom damaligen österreichischen Bundeskanzler Franz Vranitzky, im Beisein eines Weihbischofs und Unterstützern des Projekts eröffnet.
1993 richtete das KfH (Kuratorium für Dialyse und Nierentransplantation) zwei Dialyseplätze auf dem Ederhof ein und übernahm einen Teil der Betten. Trotz der Erfolge in der Rehabilitation waren die ersten Jahre schwierig, weil die deutschen Krankenkassen durch die damalige Gesundheitsreform nun individuelle Genehmigungen für Kuraufenthalte im Ausland anforderten. Auch war der Personalaufwand durch die Kassensätze nicht gedeckt.
Dem Engagement der Familie Pichlmayr in Zusammenarbeit mit dem Mediziner Eckhard Nagel ist es zu verdanken, dass der Ederhof auch nach dem Tod Rudolf Pichlmayrs 1997 als gemeinnützig anerkannte Sonderkrankenanstalt stetig ausgebaut werden konnte und bis heute existiert. Zunächst führte Ina Pichlmayr das Reha-Zentrum und wachte über zahlreiche Umbaumaßnahmen, die für künftige Bewohner gut ausgestattete, funktionsfähige Reha-Einheiten bieten sollten. Es gelang ihr, namhafte Förderer zu gewinnen und das Zentrum gegenüber den Krankenkassen zu etablieren. Für ihr Engagement wurde Ina Pichlmayr 2008 die höchste Auszeichnung des Landes, der Tiroler Adler-Orden, verliehen.
2001 wurde die Familienstiftung in eine Stiftung mit Vorstand überführt. Ina Pichlmayr gab den Vorsitz der Stiftung wie auch die ärztliche Leitung des Ederhofs an den langjährigen Mitarbeiter ihres Mannes, Eckhard Nagel, ab. Seither wurde der Ederhof sowohl baulich als auch konzeptionell und personell immer besser an die Bedürfnisse der Patienten angepasst. Seit 2013 werden die Rehabilitationen nach dem Alter der Patienten strukturiert als sogenannte Kleinkind-Reha, Familienorientierte Reha und Jugend-Reha angeboten. Das erlebnispädagogische Konzept der Jugend-Reha wurde auf dem internationalen Kongress „Erleben und Lernen“ an der Universität Augsburg im Jahr 2016 ausgezeichnet.

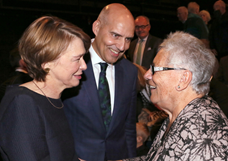
Die Ehefrau des Bundespräsidenten Elke Büdenbender (links) würdigte die Arbeit des Ederhofs bei einer Jubiläumsveranstaltung 2017 und gratulierte Ina Pichlmayr (rechts) und Eckhard Nagel.

Bauliche Veränderungen erfolgten durch eine umfassende Modernisierung der Gebäude im Jahr 2008. Im September 2017 feierte der Ederhof sein 25-jähriges Bestehen. Auch die Rudolf Pichlmayr-Stiftung, die Trägerin des Reha-Zentrums, richtete einen Jubiläumsveranstaltung aus. Die Laudatio bei dieser Benefizmatinée in Hannover hielt die Ehefrau des aktuellen Bundespräsidenten Frank-Walter Steinmeier Elke Büdenbender. Im gleichen Jahr begann eine Umgestaltung des Außengeländes: Der zum Reha-Zentrum gehörende Spielplatz wurde vollständig erneuert und im Frühjahr 2018 eingeweiht. Seit Herbst 2019 verfügt der Ederhof zudem über einen eigenen Therapiegarten.
Der Ederhof und die Rudolf Pichlmayr-Stiftung werden von etlichen Personen des öffentlichen Lebens unterstützt: Dazu gehören unter anderem der heutige deutsche Bundespräsident Frank-Walter Steinmeier (Ehrenmitglied des Vorstands der Rudolf Pichlmayr-Stiftung) sowie der selbst lungentransplantierte Schlagersänger Roland Kaiser, die Sängerin Jasmin Wagner („Blümchen“) und die Band MILKY CHANCE.

## Einrichtung
Das Rehabilitationszentrum Ederhof ist eine auf die Rehabilitation organtransplantierter Kinder und Jugendlicher spezialisierte Einrichtung der Rudolf Pichlmayr-Stiftung und ein Listenkrankenhaus des österreichischen Bundesministeriums für Gesundheit. Es gilt als die einzige Rehabilitationseinrichtung speziell für Kinder in Österreich und wird mit ihrem in Europa einmaligen Therapiekonzept seit 1993 in einer Kooperationspartnerschaft vom deutschen KfH Kuratorium für Dialyse und Nierentransplantation unterstützt. Der Ederhof ist von der Bundesarbeitsgemeinschaft für Rehabilitation (BAR) und dem Qualitätsmanagementsystem der Deutschen Rentenversicherung Bund für Reha-Kliniken (QMS-Reha®) zertifiziert.
Unter der ärztlichen Leitung von Eckhard Nagel bietet das Zentrum mit 39 Mitarbeitern eine interdisziplinäre Begleitung und Nachsorge von Kindern und Jugendlichen vor und nach Organtransplantation, meist in Form von familienorientierter Rehabilitation. Das Therapiekonzept konzentriert sich dabei auf die Schwerpunkte: Medizinische Betreuung, sportphysiologische Maßnahmen und psychosoziale Stabilisierung.
Ziel der Reha ist es, den Kindern und ihren Familien eine Zeit der Ruhe und der Gemeinsamkeit mit anderen Betroffenen inmitten der Osttiroler Natur zu ermöglichen. Der Weg bis zu der lebensrettenden Transplantation ist schwer, oft sehr lang und die Rückkehr in den Alltag mit vielen Hindernissen verbunden. Auf dem Ederhof haben die Kinder und ihre Familien Zeit, in der sie das Erlebte verarbeiten und sich auf Neues einstellen können. Mit frischer Kraft, einem erweiterten Verständnis für die Erkrankung und neuem Lebensmut sollen sie nach der Reha in ihren Alltag zurückkehren. Dazu arbeiten Ärzte, Krankenschwestern, Pädagogen, Sport- und Psychotherapeuten Hand in Hand.
Das Reha-Programm wird grundsätzlich auf das jeweilige Kind und seine Familie bzw. auf den oder die Jugendlichen zugeschnitten. Dabei richtet sich das Bewegungs- und Freizeitangebot zum Teil nach den jahreszeitlichen Gegebenheiten. Während der Winter-Reha sind beispielsweise Skifahren und Rodeln feste Bestandteile des Bewegungsangebots, im Sommer hingegen sind Klettertouren und Rafting möglich. Dank der finanziellen Unterstützung durch die Rudolf Pichlmayr-Stiftung kann der Ederhof ein umfassenderes Angebot bereithalten, als die Kostenträger zu übernehmen bereit sind.

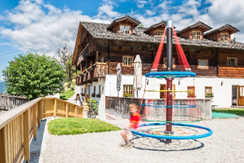
Rund 250 Patientinnen und Patienten pro Jahr kommen zur Rehabilitation auf den Ederhof. Spielplatz des Ederhofs.

Jährlich kommen rund 250 Patientinnen und Patienten aus ganz Europa auf den Ederhof – die meisten von ihnen aus Deutschland. Auch österreichische Familien stellen einen großen Anteil. Die Kinder leiden überwiegend an Erkrankungen der Nieren, des Herzens oder der Leber. Für Nierenerkrankte Kinder, die vor der Transplantation kommen, können auf dem Ederhof in Kooperation mit dem Kuratorium für Dialyse und Nierentransplantation (KfH) angebotene Dialyseplätze nutzen. Es stehen Räume für medizinische-, psychologische- sowie Hämodialyse-Therapien, ein Gymnastikraum, ein Massageraum und ein medizinisches Bad zur Verfügung. Auf dem Außengelände finden sich ein eigener Kinderspielplatz sowie ein Therapiegarten.
Über das Jahr verteilt können die Patientinnen und Patienten an drei- bis vierwöchigen, speziell auf ihre Bedürfnisse zugeschnittenen Reha-Einheiten teilnehmen. Dabei wird unterschieden zwischen Einheiten für Familien mit Kleinkindern („Kleinkind-Reha“), für Familien mit Schulkindern („Familienorientierte Reha“) und für Jugendliche („Jugend-Reha“). Zeitgleich werden pro Reha-Einheit bis zu elf Familien, also erkrankte Kinder sowie ihre Eltern und Geschwister, bzw. bis zu 35 jugendliche Patientinnen und Patienten auf dem Ederhof betreut.
Aufgrund der großen Nachfrage müssen aus Kapazitätsgründen vor allem in den Ferienmonaten schon seit einigen Jahren immer wieder Patienten abgewiesen werden. Eine Erweiterung des Ederhofs ist daher geplant, um künftig mehr Familien schneller in ihrer schweren Situation helfen zu können. Der Tiroler Landtag sprach sich bereits im Jahr 2014 für eine Erweiterung des Ederhofs aus.

## Ederhof
Der Ederhof zu Stronach in der Gemeinde Dölsach war ein landwirtschaftlicher Betrieb, der bis Mitte des 19. Jahrhunderts im Besitz der Familie Eder war. Dann verkaufte Anton Eder den Hof an Mathias Defregger (1805–1858), dessen Familie seit dem 17. Jahrhundert das Oberhofer-Gut in Gödnach bewirtschaftete, in das sie eingeheiratet hatten. Am 30. April 1835 wurde auf dem Ederhof Franz Defregger geboren. Nachdem sein älterer Bruder Michael bereits im Kindesalter verstorben war, übernahm Franz Defregger nach dem Tod des Vaters 1858 den Hof. Da er beabsichtigte, nach Amerika auszuwandern und seine Schwestern auszahlen wollte, verkaufte er den Ederhof 1860 an einen Vetter und ging nach Paris und später nach München, wo er ein bekannter Historienmaler und Kunstprofessor wurde.
Am 13. August 1888 erhielt der Ederhof als Geburtshaus von Franz von Defregger in Anerkennung der Schenkung des Anna-Schutzhauses vom Österreichischen Touristenklub eine Gedenktafel.
Der Ederhof ist Motiv einiger Gemälde von Franz Defregger sowie einer um das Jahr 1920 entstandenen Federzeichnung von Franz Pichler. Die Darstellungen wurden in den Folgejahren auch als Postkarten und Faksimile vertrieben.
Im Jahr 1990 kaufte die Rudolf-Pichlmayer-Stiftung den verlassenen Ederhof und baute ihn bis 1992 zu einer Sonderkrankenanstalt um.
Ein Gemälde von Franz Defregger im heutigen Speisesaal des Reha-Zentrums Ederhof erinnert an den Maler.

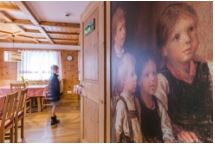
Gemälde des Malers Franz Defregger im heutigen Speisesaal des Reha-Zentrums Ederhof